# Michael Lowe
Michael Lowe nació el 26 de abril de 1977 en Wollongong, Nueva Gales del Sur, Australia y es un surfista profesional. Es conocido, también, como Lowey en el circuito mundial de surf.

## Biografía
Mick Lowe comenzó su carrera en el mundo de surf, como otros jóvenes, compitiendo en diversos torneos de ámbito local y nacional. Lowe consiguió el Australian Junior Title y el World Grommet Champion de 1993. Además, finalizó 2º en el ACC Junior series de 1995.
Compaginó el surf con el rugby, donde capitaneaba al Illawarra de la liga nacional. En 1994 se graduó en el instituto para poder estudiar derecho. Al año siguiente ingresó en las WQS.
En el ASP World Tour ha ganado 3 pruebas en su carrera profesional en la máxima competición: la primera en 1997, en el Rip Curl Pro, Hossegor, Francia. Dos años más tarde en el Quiksilver Pro, Tavarua, Fiyi y la última en 2004, en el Quiksilver Pro de Snapper Rocks.

## Victorias
A continuación, el desglose, de sus victorias en los eventos de cada año:
- 2004

- Quiksilver Pro Gold Coast, Snapper Rocks, Australia

- 1999

- Quiksilver Pro Fiji Tavarua/Namotu - Fiyi
- 1997

- Rip Curl Pro France, Hossegor - Francia